# Viburnum taitoense
Viburnum taitoense är en desmeknoppsväxtart som beskrevs av Bunzo Hayata. Viburnum taitoense ingår i släktet olvonsläktet, och familjen desmeknoppsväxter. Inga underarter finns listade i Catalogue of Life.